# Mobilitätsgarantie
Mobilitätsgarantie ist ein Begriff aus dem Leistungsstörungsrecht und bedeutet die Übernahme der Haftung für die Schlechterfüllung eines Vertrags mit Bezug zu einem Beförderungsmittel, beispielsweise eines Kaufvertrags über ein Kraftfahrzeug oder eines Beförderungsvertrags. 
Sie garantiert dem Autokäufer oder Fahrgast bei Ausfall seines Verkehrsmittels beispielsweise, ein alternatives Verkehrsmittel zu nutzen.

## Automobilverkehr
Automobilhersteller oder Händler können beim Kauf eines Neuwagens eine Mobilitätsgarantie anbieten, die entweder kostenlos ist oder erworben werden muss (sofern nicht bereits durch die Gewährleistung abgedeckt, in der EU und der Schweiz 2 Jahre). Sie kann Pannenhilfe, kostenlose Reparaturen (nach Ablauf der Garantie) oder andere Dienstleistungen umfassen. Der Leistungsumfang variiert je nach Hersteller oder Anbieter.
Zur Situation in Deutschland siehe Mobilitätsgarantie (Deutschland)#Automobilverkehr.

## Öffentlicher Verkehr

### Europäische Union
Zu den Sektormaßnahmen im Rahmen der europäischen Verbraucherschutzes gehört auch die Durchsetzung von Verbraucherrechten durch Verbraucherschutzbehörden und in außergerichtlichen Verfahren.
Mit den Rechtsvorschriften der Europäischen Union über Fahr- und Fluggastrechte soll ein einheitliches Mindestniveau für den Schutz der Interessen der Fahr- bzw. Fluggäste aller Verkehrsträger sichergestellt werden, um die Mobilität und die Nutzung öffentlicher Verkehrsmittel zu fördern.
Aufbauend auf den Rechten, die zunächst den Fluggästen eingeräumt worden waren, hat die Europäische Kommission entsprechende Regelungen in anderen Bereichen des Personenverkehrs wie dem Schienenverkehr erarbeitet, die sich insbesondere an Personen mit eingeschränkter Mobilität richten.
Hinzugekommen ist im Jahr 2010 die Regelung der Fahrgastrechte im See- und Binnenschiffsverkehr.

#### Fahrgastrechte bei Eisenbahnunternehmen
In Kapitel IV der Verordnung (EG) Nr. 1371/2007 wurde seit dem 3. Dezember 2009 für alle Mitgliedstaaten der Europäischen Union verbindlich die Haftung der Eisenbahnunternehmen gegenüber den Fahrgästen bei Verspätungen, verpassten Anschlüssen und Zugausfällen im innerstaatlichen und im grenzüberschreitenden Verkehr geregelt. Zum 7. Juni 2023 wurde die Verordnung (EG) Nr. 1371/2007 durch die Verordnung (EU) 2021/782 abgelöst.
Die Fahrgäste können bei einer nach dem Kauf der Fahrkarte eintretenden Verspätung der Abfahrt oder Ankunft von mehr als 60 Minuten insbesondere eine Fahrpreiserstattung oder Weiterreise mit geänderter Streckenführung beanspruchen, außerdem kostenlose Hilfeleistungen wie die Unterrichtung über die geschätzte Abfahrts- und Ankunftszeit, Mahlzeiten und Erfrischungen während der Wartezeit, notfalls die Unterbringung in einem Hotel sowie eine alternative Beförderung.
Anhang I Titel IV Kapitel II der Verordnung (EG) Nr. 1371/2007 regelte, ob überhaupt und wenn ja, inwieweit der Beförderer haftet. Der Beförderer ist insbesondere von der Haftung frei, wenn er den Ausfall, die Verspätung oder das Anschlussversäumnis nicht zu vertreten hat. Ein Haftungsausschluss bei höherer Gewalt war nach der Rechtsprechung des Europäischen Gerichtshofs im Bahnverkehr jedoch unzulässig. Seitdem die Verordnung (EU) 2021/782 gilt, sind Eisenbahnunternehmen jedoch nicht mehr dazu verpflichtet, Entschädigungen bei bestimmten außergewöhnlichen Umständen zu zahlen.

#### Beförderung von Menschen mit Behinderung
Kapitel V (Art. 19–25 der VO (EG) Nr. 1371/2007) betrifft den Beförderungsanspruch von Personen mit Behinderung und von Personen mit eingeschränkter Mobilität. Geregelt sind der barrierefreie Zugang zur Beförderung durch Anspruch auf eine Fahrkarte ohne Aufpreis, die kostenlose Hilfeleistung an Bahnhöfen bei Abfahrt, Umsteigen oder Ankunft sowie im Zug während des Ein- und Aussteigens.